# Manuel Gaspar Haro
Manuel 'Manolo' Gaspar Haro (ur. 3 lutego 1981) – hiszpański piłkarz grający na pozycji prawego obrońcy w cypryjskim klubie Olympiakos Nikozja.